# Zbigniew Szpyt
Zbigniew Szpyt (ur. 30 maja 1929 we Lwowie, zm. 23 października 2020 w Krakowie) – polski trener siatkówki, zdobywca mistrzostwa Polski z żeńską drużyną Wisły Kraków (1959, 1967, 1969, 1970), trener reprezentacji Polski seniorek (1957–1958), z którą w 1958 zdobył brązowy medal mistrzostw Europy.

## Życiorys
Od 1945 mieszkał w Krakowie, w młodości był zawodnikiem Wisły Kraków, w sekcjach pływackiej, piłki nożnej i siatkówki, ale bez większych sukcesów. W latach 1952–1963 był trenerem żeńskiej drużyny Wisły Kraków, z którą wywalczył mistrzostwo Polski w 1959, wicemistrzostwo Polski w 1958 i 1960 oraz brązowe medale mistrzostw Polski w 1955, 1956, 1962 i 1963. Równocześnie w latach 1957–1958 był trenerem reprezentacji Polski seniorek. Z reprezentacją wywalczył akademickie mistrzostwo świata w 1957 oraz brązowy medal mistrzostw Europy w 1958. W latach 1963–1966 mieszkał i pracował w Koszalinie.
W 1966 ponownie został trenerem żeńskiej drużyny Wisły Kraków i poprowadził ją do mistrzostwa Polski w 1967, 1969 i 1970, a także wicemistrzostwa Polski w 1971 i 1972 oraz brązowego medalu mistrzostw Polski w 1968. W Wiśle pracował do 1974.
Z wykształcenia był lekarzem-stomatologiem. Związany z Krakowskim Towarzystwem Śpiewackim "Echo".
Jego żoną była siatkarka Barbara Szpyt.